# عشبة القوى الباردة
عشبة القوى الباردة (الاسم العلمي:Potentilla algida) هي نوع من النباتات تتبع جنس عشبة القوى من الفصيلة الوردية.